# Eugen Rupf
Eugen Rupf (* 16. Juni 1914; † 29. August 2000) war ein Schweizer Fussballspieler.

## Karriere

### Vereine
Während seiner aktiven Karriere spielte er beim Grasshopper Club Zürich in der höchsten Schweizer Liga. Danach arbeitete er drei Jahre lang als Spielertrainer beim FC Basel, schaffte es dort bis in den Final des Schweizer Cups sowie den Aufstieg 1942.

### Nationalmannschaft
Rupf war Teil des Aufgebots der Schweizer Nationalmannschaft bei der WM 1938 in Frankreich unter Karl Rappan.